# Фонтанела (Фрозиноне)
Фонтанела (итал. Fontanella) је насеље у Италији у округу Фрозиноне, региону Лацио.
Према процени из 2011. у насељу је живело 41 становника. Насеље се налази на надморској висини од 248 м.